# Bitter (bière)
Pour les articles homonymes, voir Bitter.

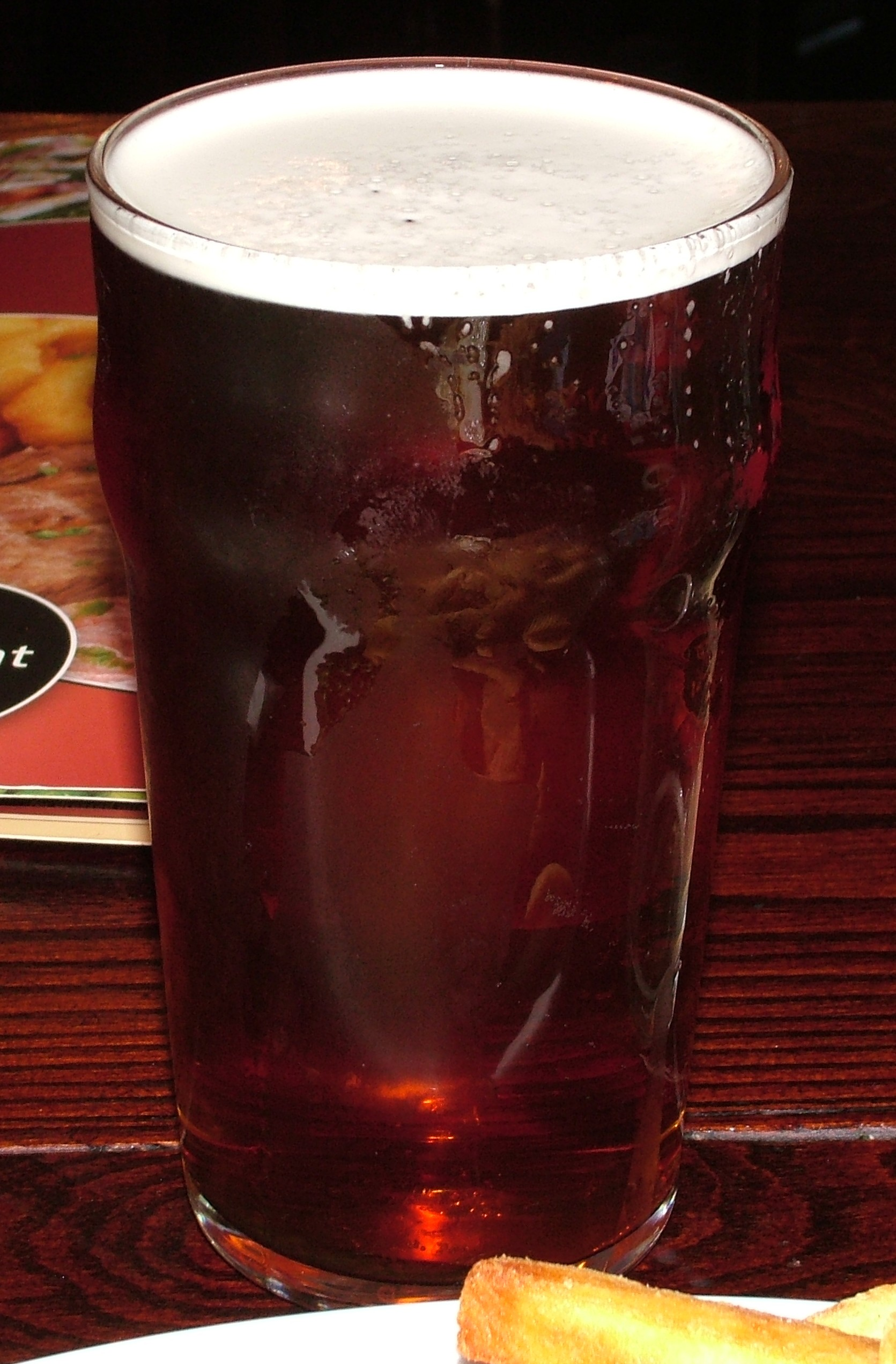
Un verre de bitter

La bitter, ou bière amère, une bière pâle (ale) britannique  dont la couleur varie de l'or à l'ambre foncé et dont la teneur en alcool varie généralement de 3 % à 5,5 % en volume.

## Histoire
Le terme « bitter » est utilisé depuis le début du XIXe siècle en Angleterre pour désigner la bière blonde. Bien que les brasseurs aient utilisé le terme « pale ale », avant l'introduction des pompes à bière, les clients des pubs demandaient de la « bitter » pour la différencier de la mild ale ; à la fin du XIXe siècle, les brasseurs ont également commencé à utiliser ce terme.
Au cours du XXe siècle, la bitter est devenu le type de bière à la pression le plus populaire des pubs britanniques et a été décrite comme « la boisson nationale de l'Angleterre. » En Écosse, la bitter est connu sous le nom de « light » ou « heavy » en fonction de sa force, de sa couleur et de son corps.
La bitter est traditionnellement conditionnée en fûts et distribuée soit par gravité à travers un robinet dans le fût, soit à l'aide d'une tireuse à bière, à une « température de cave » de 11 à 14°C (50 à 55°F). La popularité des brasseries artisanales en Amérique du Nord a conduit à la production d'une bière amère de style britannique depuis les années 1980.

## Style
La bitter appartient au style des bières de type pale ale et peut présenter une grande variété de force, de saveur et d'aspect, de l'ambre foncé à la bière d'été dorée. Sa teneur en alcool peut être inférieure à 3% et atteindre 7% pour les bitters de qualité supérieure ou les bitters fortes. La couleur peut être contrôlée par l'ajout d'un colorant caramel. Elle est similaire au style de bière India pale ale, bien que les bitters soient moins houblonnées. Une étude réalisée en 2020 par la SIBA (en) a révélé qu'en 2020, la teneur alcoolique moyenne de la bitter au Royaume-Uni était de 4,2%.

## Types de bitter
La light ale est une bitter à bas degré alcoolique, souvent vendue en bouteilles.
La session bitter ou ordinary bitter a un degré alcoolique de 4,1% maximum. Il s'agit de bitter la plus répandue dans les pubs britanniques : elle représentait 16,9% des ventes de pubs en 2003.
La best bitter ou special bitter a un degré alcoolique compris entre 4,2%  et 4,7%. Au Royaume-Uni, la bitter de plus de 4,2% d'alcool ne représentait que 2,9% des ventes des débits de boissons en 2003. La disparition des bitters les plus faibles en alcool de la production de certains brasseurs signifie que la  best bitter est de fait la plus faible de la gamme.
La premium bitter ou strong bitter a un degré alcoolique de 4,8% ou plus.
La golden ale ou summer ale a un aspect et un profil similaires à ceux d'une lager pâle. La golden ale est généralement brassée sans utiliser de malts cristallins, ou du moins en quantité bien inférieure à celle d'une bitter traditionnelle. En 2020, 83,5 % des brasseries membres de la SIBA produisaient une pale golden bitter.